# Эвальд, Пауль Петер
Пауль Петер Эвальд (нем. Paul Peter Ewald; 23 января 1888, Берлин, Германская империя — 22 августа 1985, Итака (Нью-Йорк), США) — немецкий и американский физик, кристаллограф, педагог. 
Доктор философии, профессор. Член Лондонского королевского общества (1958), Американской академии искусств и наук (1955), Леопольдины (1966), член-корреспондент Гёттингенской академии наук (1932), Баварской академии наук (1962).

## Биография
Родился в семье историка и филолога Пауля Эвальда.
Образование получил в Кембриджском, Гёттингенском и Мюнхенском университетах.
В 1921—1937 годах — профессор, читал лекции в Политехнической школы в Штутгарте (позже Технического университета Штутгарта, в 1932—1933 гг. — ректор). В апреле 1933 года после прихода к власти в Германии национал-социалистов ушёл в отставку. В 1938 году покинул Германию.
В 1938—1939 годах работал в Кембриджском университете, в 1939—1949 годах — в Королевском университете в Белфасте, в 1949—1959 годах — профессор Политехнического института Нью-Йоркского университета.
В 1960—1963 годах — президент Международного союза кристаллографов.

## Научная деятельность
Основные исследования в области физики кристаллов и рентгеновских лучей. Автор теории поляризации диэлектрических кристаллов (1912), в 1916 — динамическую теорию интерференции рентгеновских лучей. В 1921 году предложил метод вычисления постоянной Маделунга (Суммирование по Эвальду). Член ряда академий наук и научных обществ.

## Избранные работы
- Kristalle und Röntgenstrahlen (Springer, 1923)
- Der Weg der Forschung (insbesondere der Physik) (A. Bonz’ Erben (Stuttgart) 1932)
- On the Foundations of Crystal Optics (Air Force Cambridge Research Laboratories, 1970)

## Награды
- Стипендия Гуггенхайма
- Медаль имени Макса Планка (1978)
- Первый лауреат премии Грегори Аминоффа Королевской академии наук Швеции в области кристаллографии (1979)
- Международный союз кристаллографии в 1986 году учредил премию П. Эвальда за выдающийся вклад в науку о кристаллографии.